# The Smiths Complete
The Smiths Complete è un cofanetto raccolta della band inglese The Smiths.
Pubblicato il 26 settembre del 2011 dalla Warner/Rhino Records, raggiunse la posizione numero 63 nella Official Albums Chart.

## Realizzazione
Il cofanetto, nella Deluxe Edition, raccoglie le versioni rimasterizzate degli otto album (sia in CD che in vinile), i 25 singoli (su 7") e un DVD con tutti i video musicali della band. La Basic Edition, invece, contiene solo gli otto album in versione CD.
Gli album (The Smiths, Meat Is Murder, The Queen Is Dead, Strangeways, Here We Come, Hatful of Hollow, The World Won't Listen, Louder Than Bombs e il live Rank) sono stati rimasterizzati dal chitarrista Johnny Marr e dall'ingegnere del suono Frank Arkwright, utilizzando i nastri delle lavorazioni originali.
"Sono molto felice che le versioni rimasterizzate degli album degli Smiths stiano finalmente per uscire", ha dichiarato Johnny Marr: "Volevo farli suonare per bene e rimuovere qualsiasi elaborazione per riportarli come in origine. Sono soddisfatto dei risultati."
Il 14 settembre 2011, in un messaggio pubblicato sul sito True-to-you.net, il cantante ha dichiarato di non aver fornito alcun apporto all'intero progetto: "Questo progetto ha avuto luogo senza alcuna consultazione con Morrissey, e senza alcun proposta fatta a Morrissey dalla Warner, dalla Rhino, o da Johnny Marr."
La foto di copertina è di Jurgen Vollmer, tratta dal libro Rock'n'Roll Times, del 1983; l'immagine era stata originariamente utilizzata sul retro dell'album The World Won't Listen.

## Tracce

### Album

#### Disco 1: The Smiths
1. Reel Around the Fountain – 5:58
2. You've Got Everything Now – 3:59
3. Miserable Lie – 4:29
4. Pretty Girls Make Graves – 3:42
5. The Hand That Rocks the Cradle – 4:38
6. Still Ill – 3:23
7. Hand in Glove – 3:25
8. What Difference Does It Make? – 3:51
9. I Don't Owe You Anything – 4:05
10. Suffer Little Children – 5:28

#### Disco 2: Hatful of Hollow
1. William, It Was Really Nothing – 2:09
2. What Difference Does It Make? – 3:11
3. These Things Take Time – 2:32
4. This Charming Man – 2:42
5. How Soon Is Now? – 6:44
6. Handsome Devil – 2:47
7. Hand in Glove – 3:13
8. Still Ill – 3:32
9. Heaven Knows I'm Miserable Now – 3:33
10. This Night Has Opened My Eyes – 3:39
11. You've Got Everything Now – 4:18
12. Accept Yourself – 4:01
13. Girl Afraid – 2:48
14. Back to the Old House – 3:02
15. Reel Around the Fountain – 5:51
16. Please, Please, Please Let Me Get What I Want – 1:50

#### Disco 3: Meat Is Murder
1. The Headmaster Ritual  – 4:52
2. Rusholme Ruffians  – 4:20
3. I Want the One I Can't Have  – 3:14
4. What She Said  – 2:42
5. That Joke Isn't Funny Anymore  – 4:59
6. Nowhere Fast  – 2:37
7. Well I Wonder  – 4:00
8. Barbarism Begins at Home  – 6:57
9. Meat Is Murder  – 6:06

#### Disco 4: The Queen Is Dead
1. The Queen Is Dead – 6:24
2. Frankly, Mr Shankly – 2:17
3. I Know It's Over – 5:48
4. Never Had No One Ever – 3:36
5. Cemetry Gates – 2:39
6. Bigmouth Strikes Again – 3:12
7. The Boy with the Thorn in His Side – 3:15
8. Vicar in a Tutu – 2:21
9. There Is a Light That Never Goes Out – 4:02
10. Some Girls Are Bigger Than Others – 3:14

#### Disco 5: The World Won't Listen
1. Panic - 2:21
2. Ask - 3:15
3. London - 2:07
4. Bigmouth Strikes Again - 3:13
5. Shakespeare's Sister - 2:08
6. There Is a Light That Never Goes Out - 4:05
7. Shoplifters of the World Unite - 2:58
8. The Boy with the Thorn in His Side - 3:16
9. Money Changes Everything - 4:43
10. Asleep - 4:10
11. Unloveable - 3:56
12. Half a Person - 3:36
13. Stretch Out and Wait - 2:45
14. That Joke Isn't Funny Anymore - 3:49
15. Oscillate Wildly - 3:26
16. You Just Haven't Earned It Yet, Baby - 3:32
17. Rubber Ring - 3:38

#### Disco 6: Louder Than Bombs
1. Is It Really So Strange? - 3:04
2. Sheila Take a Bow - 2:40
3. Shoplifters of the World Unite - 2:56
4. Sweet and Tender Hooligan - 3:33
5. Half a Person - 3:35
6. London - 2:05
7. Panic - 2:19
8. Girl Afraid - 2:46
9. Shakespeare's Sister - 2:07
10. William, It Was Really Nothing - 2:09
11. You Just Haven't Earned It Yet, Baby - 3:21
12. Heaven Knows I'm Miserable Now - 3:33
13. Ask - 3:26
14. Golden Lights - 2:39
15. Oscillate Wildly - 3:25
16. These Things Take Time - 2:22
17. Rubber Ring - 3:46
18. Back to the Old House - 3:03
19. Hand in Glove - 3:12
20. Stretch Out and Wait - 2:37
21. Please, Please, Please Let Me Get What I Want - 1:50
22. This Night Has Opened My Eyes - 3:39
23. Unloveable - 3:55
24. Asleep - 4:10

#### Disco 7: Strangeways, Here We Come
1. A Rush and a Push and the Land Is Ours - 3:00
2. I Started Something I Couldn't Finish - 3:47
3. Death of a Disco Dancer - 5:26
4. Girlfriend in a Coma - 2:03
5. Stop Me If You Think You've Heard This One Before - 3:32
6. Last Night I Dreamt That Somebody Loved Me - 5:03
7. Unhappy Birthday - 2:46
8. Paint a Vulgar Picture - 5:35
9. Death at One's Elbow - 1:58
10. I Won't Share You - 2:48

#### Disco 8: Rank
1. The Queen Is Dead 4:11
2. Panic - 3:07
3. Vicar in a Tutu - 2:40
4. Ask - 3:12
5. His Latest Flame/Rusholme Ruffians medley - 3:55
6. The Boy with the Thorn in His Side - 3:47
7. Rubber Ring/What She Said medley - 3:41
8. Is It Really So Strange? - 3:45
9. Cemetry Gates - 2:50
10. London - 2:38
11. I Know It's Over - 7:49
12. The Draize Train - 4:23
13. Still Ill - 4:09
14. Bigmouth Strikes Again - 5:51

### Singoli
1. Hand in Glove / Handsome Devil (live)
2. Reel Around The Fountain (Troy Tate version) / Jeane
3. This Charming Man / Jeane
4. What Difference Does It Make? / Back To The Old House
5. Heaven Knows I'm Miserable Now / Suffer Little Children
6. William, It Was Really Nothing / Please, Please, Please Let Me Get What I Want
7. How Soon Is Now? / Well I Wonder
8. Shakespeare's Sister / What She Said
9. The Headmaster Ritual / Oscillate Wildly
10. That Joke Isn't Funny Anymore / Meat Is Murder (live)
11. The Boy with the Thorn in His Side / Asleep
12. Bigmouth Strikes Again / Money Changes Everything
13. Panic/ Vicar In A Tutu
14. Ask / Cemetry Gates
15. Shoplifters of the World Unite / Half A Person
16. Sheila Take a Bow / Is It Really So Strange?
17. Girlfriend in a Coma / Work Is a Four Letter Word
18. I Started Something I Couldn't Finish / Pretty Girls Make Graves
19. Last Night I Dreamt That Somebody Loved Me / Rusholme Ruffians
20. Sweet and Tender Hooligan / I Keep Mine Hidden (alternate version)
21. There Is a Light That Never Goes Out / Half A Person
22. Some Girls Are Bigger Than Others / The Draize Train
23. Stop Me If You Think You've Heard This One Before / Girlfriend in a Coma
24. Hand in Glove (Sandie Shaw) / I Don't Owe You Anything (Sandie Shaw)
25. William, It Was Really Nothing / How Soon Is Now?

## Formazione
- Morrissey - voce
- Johnny Marr - chitarra
- Andy Rourke - basso
- Mike Joyce - batteria